# Starogard Gdański
Starogard Gdański [sta'rɔgard 'gdaɲski]ⓘ (deutsch Preußisch Stargard; kaschubisch Starogarda) ist eine Stadt im Powiat Starogardzki (Stargarder Kreis) der polnischen Woiwodschaft Pommern. Die Stadt mit nahezu 48.000 Einwohnern ist Sitz des Powiat sowie eine eigenständige Stadtgemeinde.

## Geographische Lage
Die Stadt liegt in Pommerellen im ehemaligen Westpreußen, an dem kleinen Fluss Ferse (poln. Wierzyca), etwa 21 Kilometer südwestlich von Tczew (Dirschau), 40 Kilometer südlich von Danzig und 67 Kilometer nordöstlich von Chojnice (Konitz).

## Geschichte

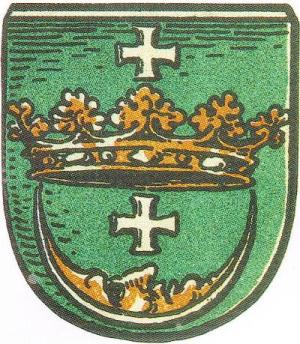
Stadtwappen um die Mitte des 14. Jahrhunderts

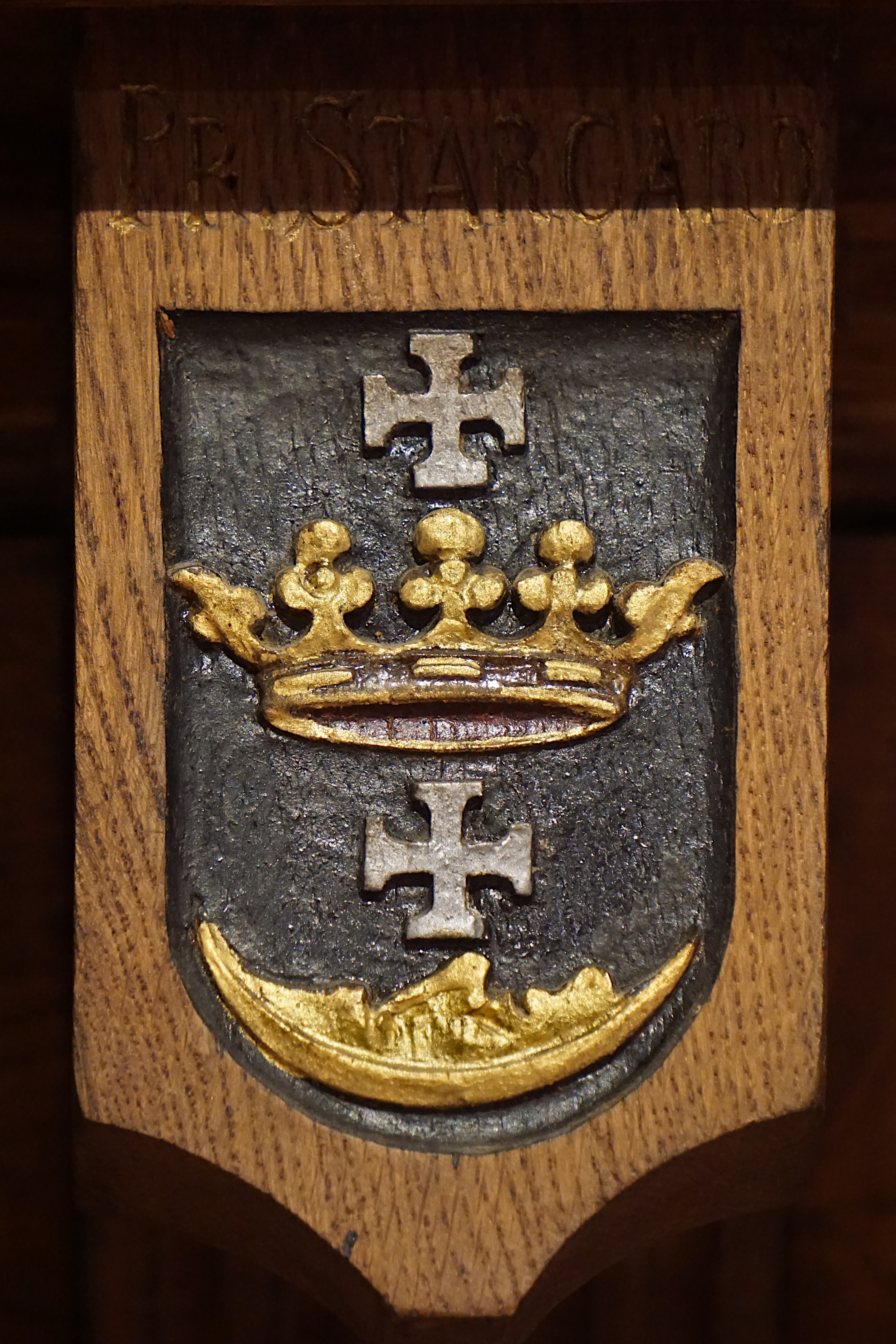
Wappen von Preußisch Stargard im Plenarsaal des altstädtischen Rathauses in Danzig

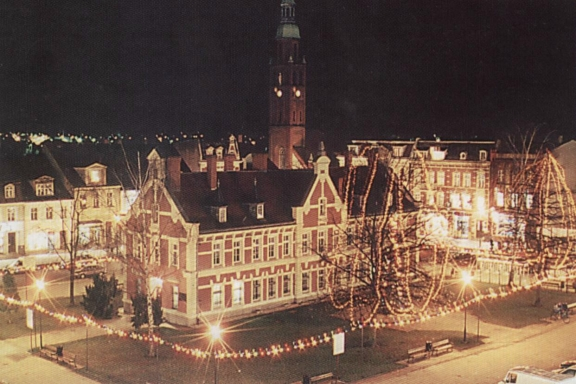
Rathaus in nächtlicher Beleuchtung

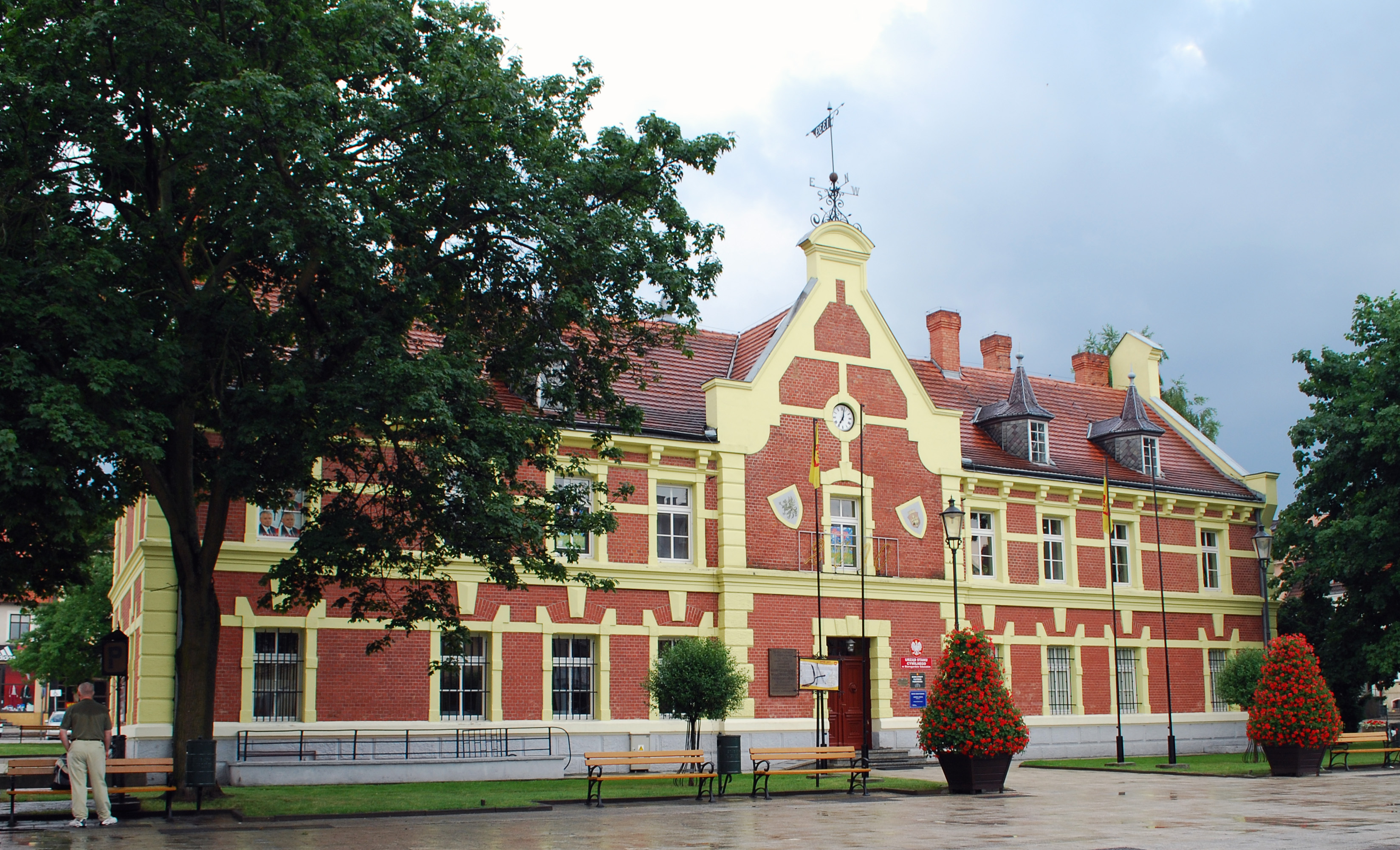
Front des Rathauses

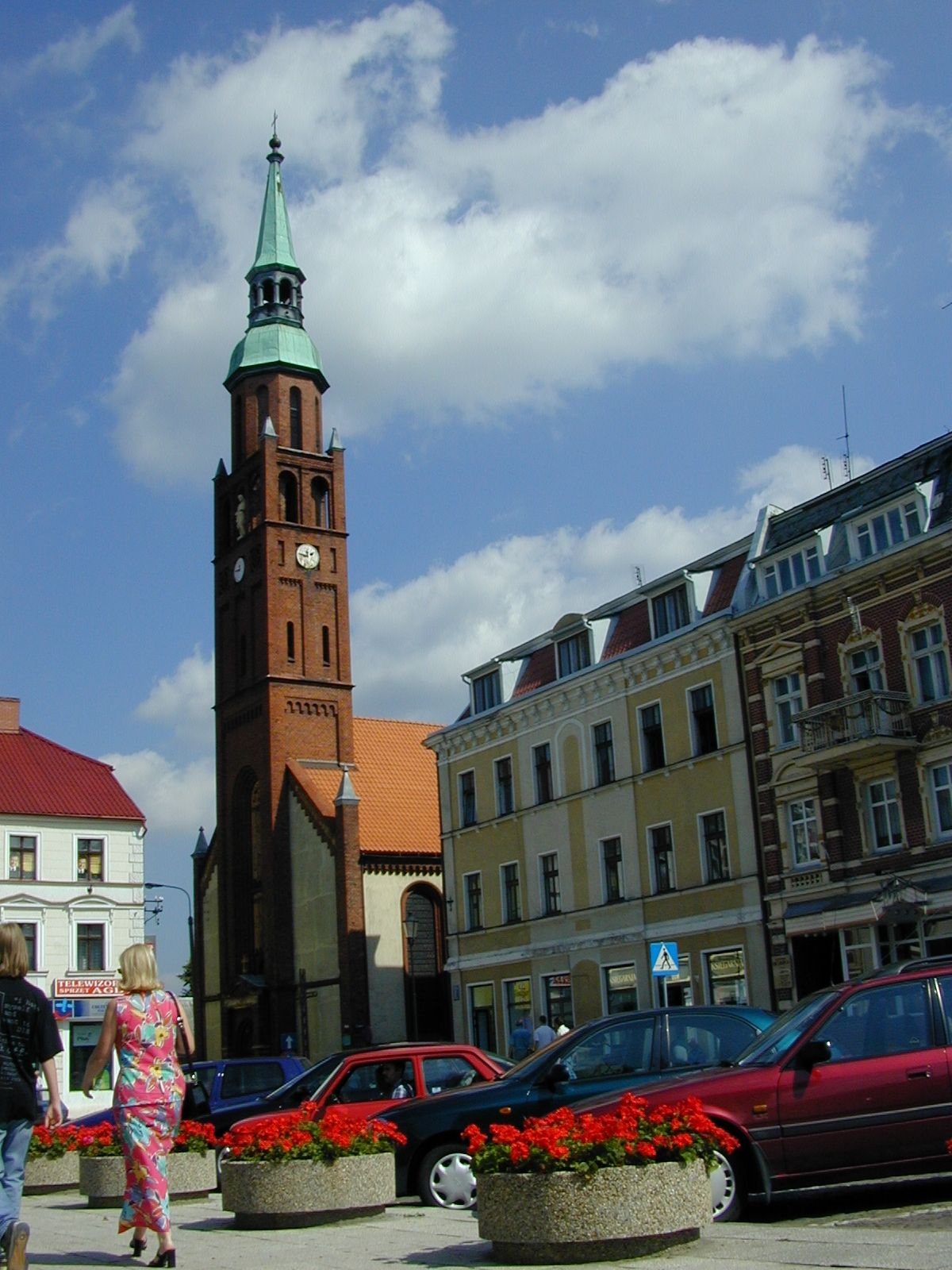
St.-Katharinen-Kirche

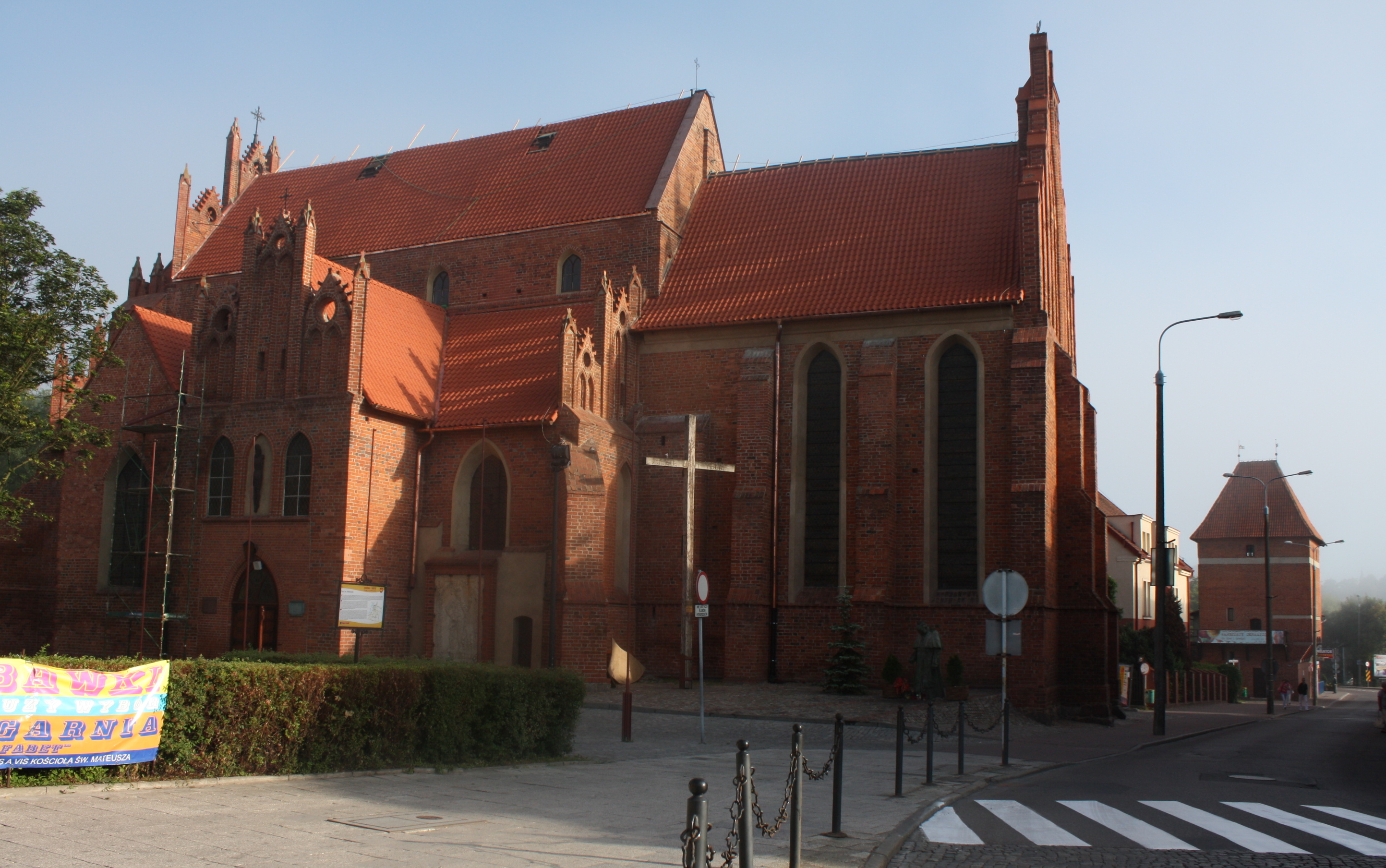
Katholische St.-Matthäus-Kirche (ehemalige Pfarrkirche St. Marien, 14. Jh.)

### Mittelalter
Vom 8. bis zum 12. Jahrhundert existierte eine Burg an der Stelle der heutigen Stadt.
Die erste urkundliche Erwähnung einer Siedlung an der Stelle des heutigen Starogard Gdański stammt vom 11. November 1198 als Starigrod. Die Urkunde erwähnt die angeblich 24 Jahre zuvor erfolgte Schenkung der Burg und ihrer Umgebung durch den pommerschen Herzog Grzymisław II. von Pommerellen-Liebschau/Dirschau an den Johanniterorden. Die Johanniterburg lag am linken Ufer der Ferse an der Stelle der 1655 zerstörten St.-Johannis-Kirche. Am Ort der Burg führte die „Kaufmannsstraße“ über die Ferse. 1269 wurde der Ort als Stargarde (slawisch alte Burg) erwähnt. 1305 eroberte der Deutsche Orden den Ort, wodurch es an den Deutschordensstaat Preußen kam. Unmittelbar südlich der Burg entstand nach 1309 die Stadt Preußisch Stargard als Gründung des Deutschen Ritterordens. Um 1338 begannen die Einwohner mit dem Bau einer Befestigungsanlage für die Siedlung, ein Jahr später erhielt der Ort sein eigenes Wappen. Das Stadtrecht nach Kulmer Recht erhielt Starogard 1348 vom Hochmeister Heinrich Dusemer. Im Nordwesten erhebt sich über dem Fluss die katholische Pfarrkirche zu St. Marien, später auch »St. Mathaei Apostoli« genannt, eine dreischiffige Basilika aus dem 14. Jahrhundert.
1465 wurde die Stadt von der polnischen Armee belagert. Ein Jahr später wurde Preußisch Stargard Teil des sezessionistischen westlichen Ordenspreußens, das sich als autonomes Preußen Königlichen Anteils freiwillig der Oberhoheit der polnischen Krone unterstellt hatte. Stargard wurde Teil der Woiwodschaft Pommerellen und Tagungsstätte seiner Landtage. Ein großes Feuer vernichtete 1484 die Hälfte der Stadt.

### Frühe Neuzeit
Aus dem Jahr 1525 datieren die ersten Anzeichen der Anwesenheit von Lutheranern. 1557 wurde die St.-Katharinen-Kirche evangelisch-lutherisch und blieb es auch, als 1599 alle übrigen Kirchen den Katholiken ausgeliefert werden mussten. Sie wurde 1792 Opfer des großen Stadtbrandes und anschließend an ihrem heutigen Standort wieder aufgebaut. 1566 wurde die Stadt erstmals Starogard genannt. Der Lauf der Ferse bildete bis in die Neuzeit hinein die Nordgrenze der Stadt, obwohl der Johanniterbesitz bereits 1370 vom Deutschen Orden erworben wurde. 1624 wurde der nördliche und 1749 der südliche Stadtteil gänzlich durch Feuer zerstört.
Während des Zweiten Nordischen Kriegs wurde die Stadt 1655 von Schweden eingenommen und zwei Jahre lang besetzt.
Durch die erste polnische Teilung von 1772 wurde Stargard Teil des Königreichs Preußen. 1792 wüteten mehrere Feuer in der Stadt und zerstörten sie nahezu vollständig. 1789 hatte Preußisch Stargard, das von einer Stadtmauer umgeben war, innerhalb der Ringmauer 102 Häuser, »größtenteils nach alter Art mit Vorlauben« erbaut, und die Bürgerschaft mitsamt dem Magistrat bestand »fast durchgehends aus Deutschen und Protestanten«, während die Bewohner der Vorstadt größtenteils Polen und Katholiken waren. Mitten auf dem großen viereckigen Marktplatz stand das 1766 errichtete Rathaus »mit einem sehr alten Turme«, auf dem sich die Stadtuhr befand. An allen vier Ecken des Marktplatzes befanden sich öffentliche Brunnen, die mittels einer Wasserkunst aus der Ferse gespeist wurden. Die Anlage einer Wasserkunst mit kupfernen Röhren wird bereits 1514 erwähnt. Mit Hilfe derselben Wasserkunst wurde auch Wasser in das Stadt-Brauhaus geleitet.

### 19. Jahrhundert
1807 besetzten für Napoleon kämpfende Truppen unter Jan Henryk Dąbrowski kurzzeitig die Stadt. Der Beginn des 19. Jahrhunderts bedeutet für den Ort eine zunehmende Industrialisierung und die Stadt, die seit 1818 Sitz des Kreises Preußisch Stargard war, wurde zu einem wichtigen Zentrum für die Getreide-, Tabak-, Leder-Produktion. 1862 erhielt der Ort als einer der ersten im heutigen Polen eine Feuerwehr und zwei Jahre später wurde die Wodka-Fabrik Winkelhausen eröffnet. 1871 erfolgte der Anschluss an das Schienennetz und 1900 wurde ein Wasser- und Gasnetz in der Stadt errichtet. Am Anfang des 20. Jahrhunderts hatte Preußisch Stargard eine evangelische Kirche, eine katholische Kirche, eine Synagoge, ein Gymnasium, eine Präparandenanstalt, ein Amtsgericht, eine Reichsbanknebenstelle, ein Hauptsteueramt und eine Reihe von gewerblichen Betrieben.
Die Provinzial-Irrenanstalt Conradstein entstand als dritte psychiatrische Pflegeanstalt Westpreußens ab 1893 auf dem Gelände des Ritterguts Konradstein (Koczborwo), etwa 1,5 km entfernt vom Ortszentrum. 1909 befanden sich hier 1282 Patienten.
Bis 1920 war Preußisch Stargard Kreisstadt des Kreises Preußisch Stargard im Regierungsbezirk Danzig der preußischen Provinz Westpreußen des Deutschen Reichs.

### 20. Jahrhundert
Als nach dem Ende des Ersten Weltkrieges im Januar 1920 die Bestimmungen des Versailler Vertrags in Kraft traten und der Polnische Korridor durch deutsches Reichsgebiet verlegt wurde, wurde die Stadt ohne Volksabstimmung in die Zweite Polnische Republik eingegliedert, wo sie an die 1919 gebildete neue Woiwodschaft Pommerellen kam. Der Kreis Stargard bestand als Powiat Starogardzki fort. Durch den Frieden von Versailles waren die Stargarder, deutschsprachige wie polnischsprachige, aufgefordert, entweder Polen zu werden oder für die deutsche, bisherige Staatsangehörigkeit zu optieren. Wer für die deutsche Staatsangehörigkeit optierte, unterstand als Auslandsdeutscher polnischem Ausländergesetzgebung und konnte sein Aufenthaltsrecht verlieren. Deutschsprachige Stargarder, die Polen wurden, gehörten damit zur deutschsprachigen Minderheit in Polen, polnischsprachige Stargarder, die Polen wurden, gehörten dagegen zur Mehrheit im neuen polnischen Staat.
Mit dem deutschen Überfall auf Polen drangen deutsche Streitkräfte am 2. September 1939 in die Stadt ein, der deutsche Einmarsch kostete etwa 7000 Menschen das Leben. Insbesondere polnischsprachige Stargarder waren Opfer der Besatzerwillkür. Im Herbst 1939 ermordeten deutsche Einsatzgruppen 2342 psychisch Kranke der Anstalt Konradstein (Koczborwo).
Im Oktober wurde Preußisch Stargard 1939 dem besatzungsamtlichen Reichsgau Danzig-Westpreußen zugeschlagen. Der Powiat Starogardzki wurde besatzungsamtlich in Landkreis Preußisch Stargard umbenannt. In der Stadt wurde ein Außenkommando des KZ Stutthof eingerichtet.
Gegen Ende des Zweiten Weltkriegs wurde Preußisch Stargard am 6. März 1945 von der Roten Armee besetzt, womit die deutsche Besatzung dieses Teils Polens endete. Zunächst gehörte Starogard wieder zur Woiwodschaft Pommerellen, die am 14. März die Amtsgeschäfte wieder aufgenommen hatte. Am 1. April 1945 kam das Kreisgebiet an die neu gebildete Woiwodschaft Danzig (1945–1975).
In der Folgezeit wurden unter deutscher Besatzung zugewanderte Deutsche vollzählig, wie auch angestammte deutschsprachige Polen, soweit sie nicht vorher geflohen waren, größtenteils aus dem Kreisgebiet vertrieben.
1950 erhielt die Stadt Starogard den Zusatznamen Gdański.

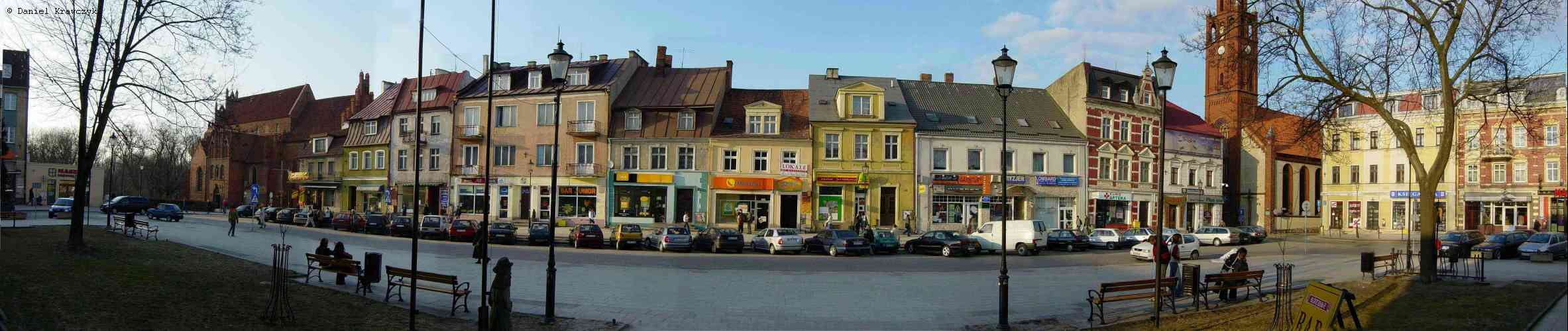
Marktplatz

### Bevölkerungsentwicklung bis 1945
| Jahr | Einwohner | Bemerkungen |
| ---- | --------- | --- |
| 1772 | 01103     | [ 3 ] |
| 1782 | 01410     | ohne die hier seit 1776 stationierte Garnison (fünf Kompanien eines 1774 gegründeten Infanterie-Regiments) |
| 1802 | 02778     | [ 7 ] |
| 1810 | 0 2235    | [ 7 ] |
| 1816 | 02540     | davon 1118 Evangelische, 967 Katholiken und 450 Juden |
| 1818 | 0 2616    | [ 8 ] |
| 1821 | 0 2675    | in 284 Privatwohnhäusern |
| 1831 | 03145     | meist Evangelische |
| 1867 | 05568     | davon 2676 Evangelische, 2082 Katholiken und 796 Juden |
| 1875 | 06022     | [ 11 ] |
| 1880 | 06253     | [ 11 ] |
| 1890 | 07080     | davon 3212 Evangelische, 3.366 Katholiken und 454 Juden |
| 1905 | 10.485    | mit der Garnison (eine Abteilung Feldartillerie Nr. 72), davon 4252 Protestanten und 352 Juden, 6297 Einwohner mit deutscher Muttersprache |
| 1910 | 10.419    | am 1. Dezember, davon 5615 mit deutscher Muttersprache (darunter 3998 Evangelische, 1312 Katholiken, 375 Juden und 30 Sonstige), 4698 mit polnischer Muttersprache (darunter sechs Evangelische und 4692 Katholiken) und zwei Einwohner mit kaschubischer Muttersprache (beide Katholiken) |
| 1921 | 13.360    | davon 1780 Deutsche |
| 1943 | 17.895    | [ 2 ] |

| Jahr | Anzahl Einwohner | Bemerkungen |
| ---- | ---------------- | ----------- |
| 2012 | 49.072           | meist Polen |

## Städtepartnerschaften
- Bilhorod-Dnistrowskyj (Ukraine)
- Diepholz (Deutschland)
- Oschatz (Deutschland)
- Hillerød (Dänemark)
- Kaliningrad (Russland)

## Kultur und Sehenswürdigkeiten

### Bauwerke
- Stadtmauer aus dem 14. Jahrhundert
- Bastei
- gotische Pfarrkirche aus dem 14. Jahrhundert
- Rathaus aus dem 18./19. Jahrhundert
- Palast der Familie Wiechert von etwa 1900.

### Sport
- Der Basketballverein Polpharma Starogard Gdański spielt in der Tauron Basket Liga.
- Das Fußballstadion der Stadt ist nach Kazimierz Deyna benannt.

## Wirtschaft und Verkehr
Die zwei größten Unternehmen des Ortes sind Polpharma SA und Destylarnia Sobieski SA, das unter anderem das bekannte Traditionsgetränk „Krupnik“ herstellt.
Im Bahnhof Starogard Gdański kreuzt die nur noch südlich, und auch nur noch im Güterverkehr, betriebene Bahnstrecke Skórcz–Skarszewy die Bahnstrecke Tczew–Küstrin-Kietz Grenze (frühere Preußische Ostbahn).

## Persönlichkeiten

### Söhne und Töchter der Stadt
- August Lentz (1820–1868), Klassischer Philologe und Gymnasiallehrer
- Johann Wilhelm Hake (1830–1897), hochrangiger Postbeamter im Reichspostamt
- Eduard Ebel (1839–1905), evangelischer Pfarrer und Dichter, Autor von Leise rieselt der Schnee
- Johann Eduard Jacobsthal (1839–1902), Architekt und Hochschullehrer
- Ernst Hake (1844–1925), Architekt und Postbaumeister
- Theodor Quentin (1851–1905), deutscher Kirchenbaumeister
- Albert Matthai (1853–1924), Schriftsteller
- Thassilo von Scheffer (1873–1951), Übersetzer, Dichter und Herausgeber
- Kurt Wiechert (1880–1934), Verwaltungsjurist
- Walter Dorn (1891–1957), Verleger
- Theo Mackeben (1897–1953), Filmkomponist
- Gertruda Bablinska (1902–1995), Kindermädchen, Gerechte unter den Völkern
- Horst Woesner (1914–1994), Richter am Bundesgerichtshof
- Kazimierz Kropidłowski (1931–1998), Weitspringer
- Henryk Jankowski (1936–2010), Priester
- Edward Pałłasz (* 1936), Komponist
- Jan Gross (1938–2014), lutherischer Theologe
- Kazimierz Deyna (1947–1989), Fußballspieler
- Danuta Rosani (* 1951), Leichtathletin
- Andrzej Grubba (1958–2005), Tischtennisspieler
- Paweł Papke (* 1977), Volleyballspieler
- Martin Gromowski (* 1983), Trampolinspringer
- Oktawia Nowacka (* 1991), Moderne Fünfkämpferin

### Weitere Persönlichkeiten, die mit der Stadt in Verbindung stehen
- Bernhard Stadié (1833–1895), evangelischer Pfarrer, Lokalhistoriker von Preußisch Stargard und Westpreußen

## Landgemeinde Starogard Gdański
Die Landgemeinde Starogard Gdański, zu der die Stadt selbst nicht gehört, umfasst eine Fläche von 196,16 km² und hat 16.865 Einwohner (Stand 31. Dezember 2020).